# フレデリク・ダニエル・ハーディ
フレデリク・ダニエル・ハーディ（Frederick Daniel Hardy、1827年2月13日 – 1911年4月1日）はイギリスの画家である。おもに風俗画を描いた。ケント州の農村、クランブルック(Cranbrook)に住んで住民の日常生活を描いたクランブルック・アートコロニーの画家たちの主要な人物であった。

## 略歴
ウィンザー城のあるバークシャーのウィンザーで生まれた。先祖はシティ・オブ・リーズのHorsforthの出身で、初代クランブルック伯爵になる政治家のゲイソン・ゲイソン＝ハーディとは、またいとこの関係になる。父親はジョージ4世からヴィクトリア女王までに仕え、王室の使用人たちのプライベートな楽団のホルン奏者であった。父親はアマチュア画家でもあり、ジェームズ・ダフィールド・ハーディングやエドモンド・ブリストウから絵を学んでいた。兄に画家になった、ジョージ・ハーディ(George Hardy: 1822–1909)がいる。 
フレデリク・ダニエル・ハーディは、17歳で、当時、ロンドンのメイフェアにあった王立音楽アカデミーに入学し、3年間音楽を学ぶが、結局、音楽を止め、兄と同じように画家になった。
室内画の描き手として熟練し、1851年にロイヤル・アカデミー・オブ・アーツの展覧会に2点の作品の出展が初受理された。1852年に結婚し、妻の両親の家に近いバッキンガムシャーの Snell's Woodに住んだ後、1853年にケント州のクランブルックに移り、その後の生涯をそこで過ごした。クランブルックには兄のジョージ・ハーディやジョン・コールコット・ホーズリー、オーガスタス・エドウィン・マルレディらが訪れ、クランブルック・アートコロニーが形成された。
フレデリク・ダニエル・ハーディは17世紀のオランダ画家、ピーテル・デ・ホーホやニコラース・マースの影響や、母方の親類で、1856年から亡くなるまでクランブルックに住んだトーマス・ウェブスター(Thomas Webster:1800–1886)に影響を受けたスタイルの風俗画を描いた。
クランブルックで死去した。

## 作品

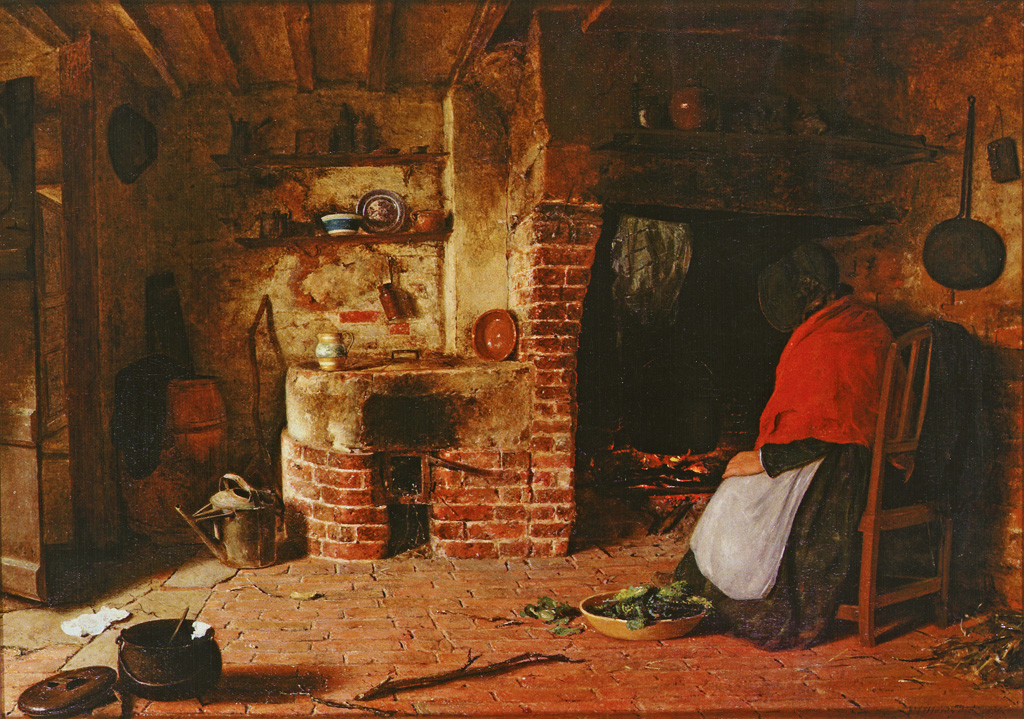
「コテッジの炉辺」(1850)
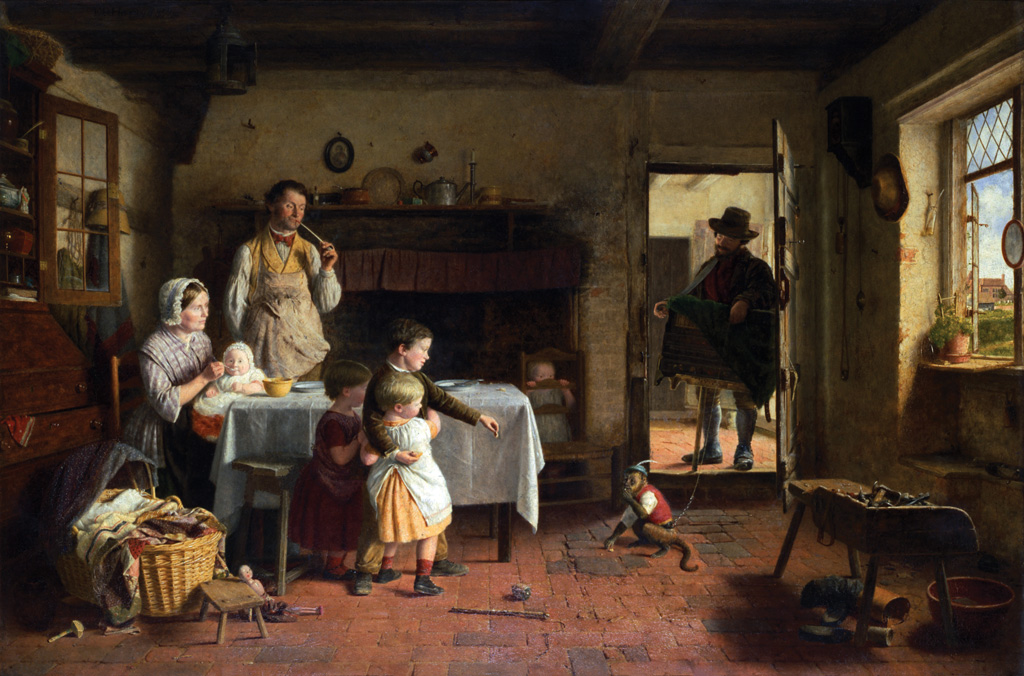
"The Foreign Guest" (1859)
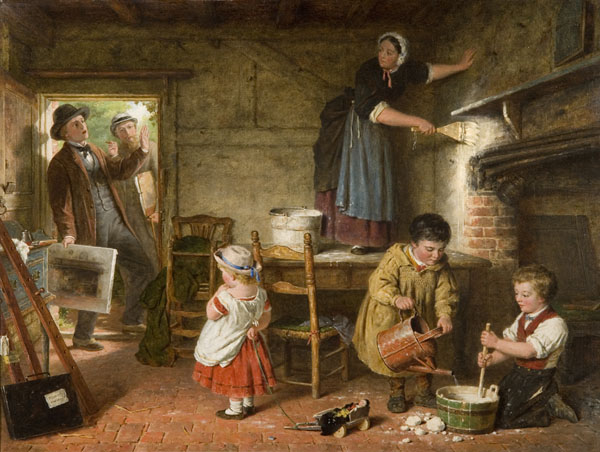
"The Dismayed Artist" (1866)